# Vạc hoa
Vạc hoa, tên khoa học Gorsachius magnificus, là loài chim thuộc họ Diệc. Vạc hoa có ở Trung Quốc và Việt Nam. Môi trường sống tự nhiên của chúng là các con sông và rừng thấp ẩm nhiệt đới và cận nhiệt đới.
Hiện nay vạc hoa đang bị đe dọa mất môi trường sống.

## Mô tả
Vạc hoa có chiều dài 54–56 cm. Chim trống chủ yếu có màu nâu đen. Hai bên cổ có màu hạt dẻ. Vùng trước mắt có màu vàng, và mỏ màu đen. Đôi mắt có màu vàng cam. Đầu và gáy có màu hơi đen. Các sọc sau và cổ họng có màu trắng. Phần dưới có màu nâu, với các vệt trắng. Các xương cỏ chân có màu xanh lục. Chim mái tương tự như chim trống, nhưng đầu và cổ có ít hoa văn hơn. Chim mái cũng có những vệt trắng trên lưng và cánh. Chim non tương tự như chim mái, nhưng có bộ lông màu nâu hơn và có các đốm lông tơ. 

## Hành vi và sinh thái
Giống như các loài vạc khác trong chi này, loài này chủ yếu sinh hoạt về đêm. Chúng ăn cá, tôm và động vật không xương sống. Tiếng kêu đánh dấu lãnh thổ của chúng là tiếng rít sâu, khàn khàn, kéo dài khoảng 0,3 giây và lặp lại sau mỗi 5–15 giây. Khu vực sinh sản vạc hoa đã được ghi nhận ở cả Việt Nam và Trung Quốc. Mỗi tổ có 3–5 quả trứng. Ở Trung Quốc, trứng nở đã được quan sát thấy vào tháng 5, với thời gian ấp trứng khoảng 25 ngày. Ở Việt Nam, chim đủ lông đủ cánh được ghi nhận vào cuối tháng Tư. Thời gian sinh sản của vạc hoa ở Việt Nam có vẻ sớm hơn ở Trung Quốc. Tổ có dạng khay tròn. Một nghiên cứu cho thấy rằng chim đủ lông đủ cánh ra ràng diễn ra hơn hai tháng sau khi nở, lâu hơn hầu hết các loài diệc khác.